# Guidonia Montecelio
Guidonia Montecelio é uma comuna italiana da região do Lácio, província de Roma, com cerca de 68.525 habitantes. Estende-se por uma área de 79 km², tendo uma densidade populacional de 867 hab/km². Faz fronteira com Fonte Nuova, Marcellina, Palombara Sabina, Roma, San Polo dei Cavalieri, Sant'Angelo Romano, Tivoli.

## Demografia
| Variação demográfica do município entre 1861 e 2011                               |
|                                                                                   |
| Fonte: Istituto Nazionale di Statistica (ISTAT) - Elaboração gráfica da Wikipedia |